# Standard basket club de Liège
Le Standard BC de Liège est l'ancienne section basket-ball de l'ancien club omnisports belge du Standard de Liège.
Au cours de son histoire, le club décrocha trois fois le championnat de Belgique masculin et remporta également trois coupes nationales masculines.

## Historique
Le Standard BC de Liège fut fondé fin des années 1950, début des années 1960, obtenant le matricule 1188. Le club fusionne avec une autre formation vers la fin des années 1960 et devient le matricule 1272. Il fut également nommé Standard Boule d'or, d'après une marque de cigarettes.
Entre 1962 et 1977, la section remporte six trophées nationaux.
Le club disparaît en 1985, année où il s'exile à Andenne (près de Namur) : il est aujourd'hui connu sous le nom d' Andenne Basket.
Le Standard basket club de Liège était composé d'une section féminine qui a remporté six Coupe de Belgique entre 1961 et 1968.

## Liste des présidents
- Fernand Rossius

## Palmarès
Section masculine
- Champion de Belgique :  1967/68, 1969/70, 1976/77
- Coupe de Belgique : 1962/63, 1968/69, 1976/77

Section féminine
- Coupe de Belgique : 1961, 1962, 1963, 1964, 1967, 1968

## Personnalité liée au club
- Radivoj Korać